# Ernesto Carmona Guzmán
Ernesto Carmona Guzmán   (Sevilla, 1948) és un químic espanyol, catedràtic universitari i investigador de l'Instituto de Investigaciones Químicas (Universitat de Sevilla-Consell Superior d'Investigacions Científiques), guardonat amb nombrosos premis per la seva tasca, l'últim d'ells el Premi Rei Jaume I d'Investigació Bàsica el 2010.

## Biografia
Llicenciat en Ciències Químiques per la Universitat de Sevilla el 1972, va doctorar-se dos anys després a la mateixa universitat. Va cursar estudis postdoctorals a l'Imperial College London dins l'equip del Nobel de Química, Geoffrey Wilkinson. De tornada a Espanya el 1977 i, després d'un breu pas per la Universitat de Còrdova, es va establir a la universitat sevillana on, des de 1984, és catedràtic de Química inorgànica de la seva Facultat de Química. Treballa, a més, a l'Institut de Recerques Químiques (IIQ-CSIC-Universitat de Sevilla) i ha format part del Consell Rector del CSIC entre el 1993 i el 1996. Ha sigut professor visitant a les universitats d'Alabama (1982), Universitat d'Oxford (1989-1990) i la Universitat Paul Sabatier (1997). És autor de més d'un centenar d'articles científics a publicacions especialitzades, a més d'haver dirigit més d'una trentena de tesis doctorals.
Acadèmic de la Reial Acadèmia de Ciències Exactes, Físiques i Naturals, Reial Acadèmia Sevillana de Ciències, membre de la Reial Societat Espanyola de Química, membre de la Royal Society of Chemistry i de la Societat Química Americana, ha estat guardonat amb el premi Solvay (1991), el premi Maimónides de la Junta d'Andalusia (1994), el de recerca de la Société Chimique de France (2004), medalla d'or de l'Associació Nacional de Químics d'Espanya i el Premi Rei Jaume I d'Investigació Bàsica (2010) per les seves aportacions «a la química organometàl·lica i, en particular, respecte a l'activació del diòxid de carboni, hidrocarburs i d'altres molècules d'interès mediambiental i econòmic».

## Obres
- Química inorgánica amb Miguel Ángel Alario y Franco, a Ciencia y tecnología, coord. per Carlos Sánchez del Río, Emilio Muñoz Ruiz, Enrique Alarcón Álvarez, 2009, ISBN 978-84-9742-852-1, págs. 375-418